# Van Vliet Groep
Van Vliet Groep milieu dienstverleners is een afvalverwerkingsbedrijf dat voornamelijk actief is in Midden-Nederland. Het bedrijf is opgericht in 1931 door C.A. Van Vliet en is sinds 1994 gevestigd in Nieuwegein. Tegenwoordig (2009) heeft het bedrijf ongeveer 200 medewerkers en 62 auto's. 
Er is, naast de hoofdvestiging, nog een vestiging in Mijdrecht. Er wordt  o.a bedrijfsafval, bouw- en sloopafval en gemeentelijk afval opgehaald en via scheidingsinstallaties gescheiden tot enkelvoudige afvalstromen die hun weg naar recyclebedrijven vinden.
De Van Vliet groep was een dochteronderneming van Shanks.
Na de fusie tussen Van Gansewinkel en Shanks in februari 2017 gaat Van Vliet Groep sinds oktober 2017 verder onder de naam Renewi.